# Edy Knupfer
Édouard Rudolf „Edy” Knupfer (ur. 11 lipca 1912, zm. 28 listopada 1979) – szwajcarski architekt, srebrny medalista Olimpijskiego Konkursu Sztuki i Literatury 1948. 
Wraz z projektem budowy Szwajcarskiego Federalnego Centrum Gimnastycznego i Sportowego ETS Magglingen (niem. Projekt ETS Magglingen, Eidgenössische Turn- und Sportschule) zdobył z Wernerem Schindlerem srebrny medal podczas Olimpijskiego Konkursu Sztuki i Literatury 1948 w kategorii projektów urbanistycznych. Budowę projektu rozpoczęto w 1946 roku w kantonie Berno (pierwszą część ukończono w 1949 roku). W latach 50. i 60. XX wieku był zaangażowany w planowanie projektu sportowo-zielonego niedaleko Szafuzy. Na co dzień żył i pracował w Zurychu.